# العتامنة (سوهاج)
قرية العتامنة هي إحدى القرى التابعة لمركز طما بمحافظة سوهاج في جمهورية مصر العربية. حسب إحصاءات سنة 2006، بلغ إجمالي السكان في العتامنة 18165 نسمة، منهم 9397 رجل و8768 امرأة.